# 村上兵衛
村上 兵衛（むらかみ ひょうえ、1923年（大正12年）12月6日 - 2003年（平成15年）1月6日）は日本の陸軍軍人、評論家、作家。本名は宏城（ひろき）。兄は武藤電機創業者の村上稔夫。妻は村上登久江。

## 来歴
島根県浜田市生まれ。陸軍軍人の正吉と武藤信義元帥の姪にあたるフジノとの間の次男として、浜田の陸軍官舎で生まれた。ちなみに兵衛と大伯父にあたる武藤信義とは、昭和の初めに1年あまりの期間ではあるが、養子縁組をしている。

### 軍人として
1925年（大正14年）に正吉の歩兵学校入校に伴い、一家は上京。正吉はその後、参謀本部に勤務。しかしそこでの連日連夜の徹夜続きの勤務のため体調を崩し、肺結核に罹患。1932年（昭和7年）に父正吉死去。
前述のとおり一族には軍人が多かったせいもあるが、父が死去した後の生家の経済状態を感じ取り、陸軍士官学校へ入校した稔夫に続き、官費で教育の受けられる軍人を志すようになった。
1936年（昭和11年）に東京府立四中に入学。翌1937年（昭和12年）に陸軍幼年学校を受験するも不合格。筋骨薄弱のためであった。それから翌年の試験まで、学校から帰宅したあと、毎日1時間あまり戸外を歩いて体を鍛え、明くる年の1938年（昭和13年）に広島陸軍幼年学校に成績1位で入校。東京在住にも拘わらず、広島校へ入校することになったいきさつは、母フジノが陸軍省の掛官に「当分は東京で育てるが将来は墓のある浜田に引き揚げる」と言ってしまったため、陸軍省が親切心から浜田に近い広島校への入校を決めてしまったためらしい。幼年学校の授業料はその当時に月額で20円だったが、父正吉が公務死の扱いであったため授業料無料の特典を受けている。
1941年（昭和16年）に東京市ヶ谷の陸軍予科士官学校に入校。兵科は歩兵を志願し、希望通りに歩兵科へ進んだ。予科士官学校を卒業する直前には任地が発表されるが、兄稔夫が歩兵砲中隊長として勤務をしていた近衛歩兵第1連隊へ配属されることになった。将校が兄弟揃って同じ連隊で勤務をするのは極めて珍しく、兄弟共々困惑したとのこと。兄稔夫は弟を直接教育することのないよう周囲に根回しして、結局は候補生教育の任を回避した。1942年（昭和17年）に伍長に進級して神奈川県座間の陸軍士官学校に入校。
1944年（昭和19年）3月に陸軍士官学校を卒業（57期）し、陸軍異動通報第百弐拾四號（昭和19年7月1日）によると25番/1,268名という好成績で少尉に任官。青山の明治神宮野球場向かいにある、新設の近衛歩兵第6連隊付となった。近衛歩兵第6連隊では連隊旗手として勤務をしたが、そのころから東京はしばしば米軍の空襲にさらされるようになった。そのため兵衛は空襲が本格的に始まってから連隊旗手の職務を後任に申し送るまでの1年間は、空襲警報が発令されても直ちに軍旗のもとに駆けつける事が出来るよう、軍服を脱いで就寝することが無かった。1945年（昭和20年）3月の東京大空襲の際には、軍旗を持ち、旗護兵と共に神宮外苑のプールへ避難している。7月、中尉に進級した後に陸軍士官学校の区隊長に転任。連隊旗手としての任務から解放された際には、肩から重い荷物が消えたように感じている。
そのころの陸軍士官学校は浅間山麓のあたりに疎開していた。ここでも食糧事情は極端に悪く、生徒たちは日に日にやせ衰えていった。兵衛は学校幹部に栄養状態の善処を要求したが容れられず、また、学校側から与えられた演習プログラムも前近代的な内容であった。そのため兵衛は、演習に乗り気になれなかったのと、生徒たちの健康を気遣い、演習は極力軽く済ませ、あとはひたすら休養に努めた。しかし肝心の生徒たちから「村上区隊長はダラ幹だ」と批判されてしまっている。
8月15日に玉音放送を聞き日本の敗戦を知ったときには、「死の恐怖からの解放感が胸を吹き抜けていった」と述懐している。その日の夕方に兵衛は独断で勝手に東京へ向かい、陸軍省や近衛師団を訪れ、終戦前夜に起きた様々な出来事を聞き廻った。その際に戦争続行を主張し決起しようとしていた一団の仲間に加えられかけている。因みに兄の稔夫はその時、近衛歩兵第1連隊の大隊長として勤務していた。8月15日未明の宮城事件の際には古賀秀正参謀から近衛師団長の殺害を依頼されたが、とっさに「直属上官ですからできません」と断り、宮城事件に荷担せずに済んでいる。
陸軍士官学校の解散を見届けた後に復員。

### 文学者として
復員後は、東京大学ドイツ文学科卒業。三浦朱門、阪田寛夫らと『新思潮』（第15次）により作家生活を開始。処女作は短編集『聯隊旗手』（鱒書房、1956年、のち秋田書店、光人社）で、戦記作家として執筆が多く、阿川弘之、三島由紀夫の友人であった。
1956年に「戦中派はこう考える」を『中央公論』に発表し論壇にも参加し、大宅壮一の門下生（スタッフ・ライター）の一人としてジャーナリズムの分野で活動し、1970年11月に大宅が亡くなり、以降は主として「近代日本」をめぐる評論・史論、および伝記の分野に重点を置いた。なお同月25日の三島の自決（三島事件）に際しては文藝春秋（1971年2月号）の「特集三島由紀夫・その生その死」で、司馬遼太郎と対談している。
戦中派の論客として『正論』、『諸君!』で寄稿・連載が多く、「日本がダメなままを見続けて、終わるままにはいかない」と述べ、没する直前まで言論活動を続けた。1973年から約10年間は、財団法人日本文化研究所専務理事編集人として、世界的視野で「日本文化」を探り伝える仕事に打ち込んだ。肝不全のため東京都文京区の病院で死去（享年79歳）。

## 西洋文明/西洋人観
村上は西洋文明や西洋人に対して、並外れた憧敬を抱いていたことがうかがえる。例えば、西洋人が母国語を流ちょうに話すという当然のことについて、「われわれの苦手とする外国語を生まれつきなめらかに話す」と驚いている。また、「日本人として育つ中で、西洋文明や西洋人を何となく優れていると感じることがあった」と述べ、ヨーロッパで初めて「下級の」労働に従事する西洋人を目にした際に、それが非常に珍しく感じた経験を振り返っている。

## 著作

### 単著
- 『聯隊旗手』鱒書房 1956
- 『女のオブジェ 足で書いたBG文明論』オリオン社 1965
- 『青年の山脈 維新の中の生と死』徳間書店 1966
- 『ヨーロッパ人類学入門』講談社 1966
- 『近衛聯隊旗』秋田書店 1967
- 『青年の山脈 明治100年の野望と挫折』徳間書店 1967
- 『雲をつかむ男 前三洋電機会長井植歳男伝』 電波新聞出版部 改訂増補版1969
- 『桜と剣 わが三代のグルメット』光人社 1976、新版1987。光人社NF文庫 1993。光人社名作戦記（全2巻） 2003
- 『新・連隊旗手、馬のある風景 ほか9篇』光人社 1977
- 『ワコール物語』ワコール 1979
- 『国破レテ 失われた昭和史』 サイマル出版会 1983、新版1996／二玄社 2009
- 『繁栄日本への疑問 戦中派は考える』サイマル出版会 1984
- 『陸軍幼年学校よもやま物語』イラスト：白鳥堅 光人社 1984
- 『陸士よもやま物語 予科本科篇』イラスト：白鳥堅 光人社 1985
- 『歴史を忘れた日本人 繁栄の行きつく先』サイマル出版会 1987
- 『アジアに播かれた種子』文藝春秋 1988
- 『黒部川 その自然と人と』関西電力 1989
- 『リンカーン 丸太小屋で生まれた偉大なる大統領』少年少女こころの伝記 新学社・全家研 1991
- 『ナポレオン ヨーロッパを席捲した不屈の革命児』少年少女こころの伝記 新学社・全家研 1992
- 『再検証 「大東亜戦争」とは何か』時事通信社 1992
- 『守城の人 明治人柴五郎大将の生涯』 光人社 1992、新版1994／光人社NF文庫 2002、新版2013
- 『国家なき日本 戦争と平和の検証』サイマル出版会 1996／徳間文庫教養シリーズ 1998
- 『昨日の歴史 大宅壮一と三島由紀夫の生と死』光人社 2000

### 共著
- 『日本を創る表情 ルポルタージュ ヒロシマから沖繩まで』藤島宇内・丸山邦男共著 弘文社 1959
- 『花の近衛兵よもやま物語』共著：村上稔夫、イラスト：白鳥堅 光人社 1986